# Місто людей кімерійських

Реконструкція «Міста кімерійського» на основі археологічних досліджень (зображено лише розкопані будівлі)

Місто людей кімерійських; городище Дикий Сад (зустрічаються також умовні назви Кімерополіс і Алібант) — поселення доби білозерської культури, що існувало на території сучасного Миколаєва близько 1250—925 років до н. е. Поселення вважають найстарішим містом на території України, що згадується у писемних джерелах. На сьогодні археологічне городище знаходиться у заповіднику Дикий Сад.

## Розташування та структура міста

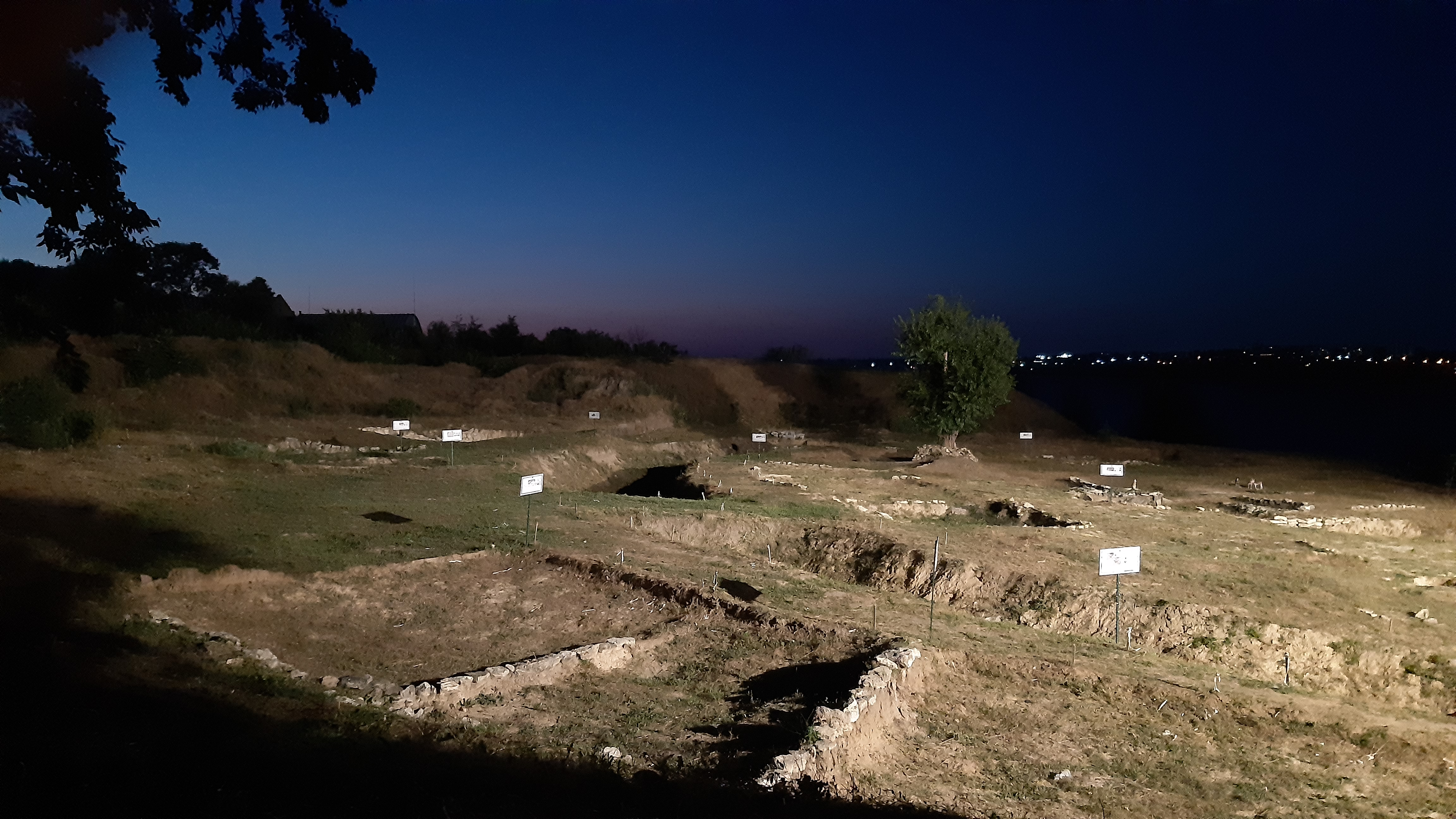
Розкопки городища

Городище «Дикий Сад» — це унікальна місцевість. Вона знаходиться між сучасними вулицями Адміральською, Набережною, Аркасівською та Артилерійською. А колись тут жили кімерійці.
Залишки поселення розташовані в історичному центрі сучасного міста Миколаєва, біля місця злиття річок Південний Буг та Інгул. За обрисами мало форму овалу, витягнутого по осі Пд-С–Пн-З. Площа городища 6—7 га. Будівлі були розташовані вздовж річки Інгул в три-чотири ряди і примикали одне до одного, створюючи таким чином єдиний архітектурний комплекс, який розкинувся у формі дуги.
Археологами знайдені залишки споруд різного призначення: господарські сховища, ремісничі майстерні (гончарні, металургійні, косторізні), ритуальні будівлі та системи укріплень, також в центральній частині міста існувала незабудована площа для народних зібрань. Будівлі були зведені з кам'яних плит, кам'яної кладки, вапняку та глини.
Структурно поселення складалося з трьох частин: «цитаделі», «передмістя» та «посаду», розташованого за зовнішнім ровом. також археологи передбачають наявність «слобідки» і «некрополя». Оборонна стіна цитаделі міста мала 2-2,5 м у висоту і 3 м завширшки.
Населення міста складало близько однієї тисячі мешканців.
На території «цитаделі» жила еліта. Про це свідчать залишки потужних кам'яних фундаментів і невелика кількість господарських ям. Еліта не «засмічувала» свої будинки сховищами для продуктів і кухнями — їжу готували в «передмісті» й приносили в будинки знаті. У той же час у передмісті господарських ям набагато більше, а кам'яних кладок тут нема. Звідси висновок — тут жили бідніші люди.
На основі знахідок останніх десятьох років учені зробили ще один цікавий висновок: елітою в городищі були не військові вожді, а майстри, які володіли ремісничими навичками і знаннями. Про це свідчать розкопані на території цитаделі майстерні: косторізна, гончарна, ливарна.

## Історія
Поселення існувало в XIII—X ст. до н. е. Сюди водними шляхами стікалися люди і товари зі усього Причорномор'я та віддалених півничних земель, зокрема Прикарпаття. А за часів свого розквіту найпівнічніший чорноморський порт підтримував торгові зв'язки із Середземномор'ям та Близьким Сходом.
Свідчення про назву поселення і його мешканців в письмових джерелах не збереглися. Деякі дослідники ототожнюють його з «містом людей кімерійських», згаданим Гомером у поемі «Одіссея», хоча за припущенням більшості істориків кімерійці у Причорномор'ї облаштувалися пізніше. Точного розташування цього «міста людей кімерійських» Гомер не називав, зазначивши лише, що країна і місто кімерійців знаходиться біля входу до потойбічного світу.
Закотилось сонце й покрилися тьмою усі шляхи, а судно наше досягло кінця глибокого океану. Там народ і місто людей кімерійських".

## Хронологія археологічних розкопок
- 15 серпня 1927 року — городище відкрито археологом Феодосієм Камінським. В 1920-ті—1930-ті роки був проведений збір підйомного матеріалу.
- 1956 рік — розпочато перші розкопки городища, які провели археологи КНУ імені Тараса Шевченка Лазар Славін та Олександр Мальований. Розкопки тривали до 1957 року. Основу знахідок склали уламки керамічного посуду, кістки тварин, залишки кам'яних фундаментів стін стародавніх приміщень, бронзовий посуд і знаряддя праці. Крім цього, були знайдені бронзовий ніж сабатинського типу та бронзовий казан кімерійського типу[14].
- 1991 рік — розпочались регулярні розкопки на чолі з Юрієм Гребенніковим.
- 1998 рік — експедицією керує Кирил Горбенко (МНУ імені Сухомлинського). На території поселення виявлені залишки оборонних, культових і господарських будівель.
- Влітку 2008 року на городищі було знайдено скарб, що складається з 12 сокир-кельтів.
- У червні 2009 року на городищі «Дикий Сад» (на розі Набережної і Артилерійській) під час проведення досліджень в заповненні рову цитаделі городища був зафіксований кам'яний фундамент другого моста через рів. Ця знахідка є унікальною і остаточно підтверджує той факт, що місто було не просто поселенням ремісників, землеробів і скотарів, а регіональним центром кінця ІІ тисячоліття до нашої ери зі складною соціальною організацією. Нові відкриття дозволяють зробити висновок, що поселення могло бути своєрідною «столицею» території від Дунаю до Дніпра і від узбережжя Чорного моря до півночі сучасних Миколаївської, Одеської та частково Херсонської областей.
- 22 лютого 2016 року Миколаївська міська рада опублікувала петицію про створення парку-музею просто неба городища «Дикий Сад»[15].
- В липні 2016 року розкопано будинок-майстерню ремісника-косторіза, площею 56 м². Всього на 2016 рік розкопано 50 об'єктів городища, а також встановлено, що місто мало свій план забудови[16].
- 2017 року знайдено предмети з чорного базальту, серед яких розтиральник — пристрій для подрібнення. Оскільки на території Миколаєва чорного базальту немає, то дійшли висновку, що ці предмети завезені з Греції, країн Азії або Єгипту. Це ще раз вказує на тісні зв'язки жителів «Дикого саду» з іншими народами. Також, над кладкою зі східного боку одного з розкопаних приміщень були виявлені фрагменти античної амфори, датованої V століттям до нашої ери[17].
- У вересні 2018 року на території розкопок городища було знайдено бронзовий серп[18].
- Під час археологічного сезону 2019 року було знайдене бронзове шило, а загальна кількість предметів із бронзи досягла 85 одиниць. Хімічний аналіз предмету показав, що він був привезений з Прикарпатського регіону, що свідчить про торгові зв'язки через Південний Буг та Дністер. Загальна кількість знайдених артефактів досягла 1050 одиниць. Також на протилежному боці річки Інгул було знайдене городище «Дикий Сад-2»[19].
- Під час археологічного сезону 2021 року розпочаті розкопки на новій ділянці розміром 10 на 10 метрів. Виявлені «кладка з цікавою архітектурною спорудою», башта, скупчення каміння, яке може бути новим житловим будинком або фортифікаційною спорудою. У городищі знайдений «найстаріший у Східній Європі міст через фортечний рів. Він датується 1250 роком до н. е., тобто йому 3200 років. Трохи старший за віком міст є тільки у Греції…»[20].